# Dragonshard
Dragonshard est un jeu de stratégie en temps réel développé par Liquid Entertainment avec la collaboration de Wizards of the Coast. Le jeu a été édité sous Windows par Atari Inc. en septembre 2005. Le jeu prend place dans l'univers steampunk d'Eberron créé par Keith Baker en 2002 pour le jeu de rôle de Donjons et Dragons. C'est le premier jeu vidéo à exploiter cet univers,.

## Accueil
| Dragonshard           |      |       |
| Média                 | Pays | Notes |
| Canard PC             | FR   | 6/10  |
| Computer Gaming World | US   | 3.5/5 |
| GameSpot              | US   | 85 %  |
| Jeuxvideo.com         | FR   | 15/20 |
| Joystick              | FR   | 7/10  |
| PC Gamer US           | US   | 79 %  |